# Rozsály
Rozsály is een plaats (község) en gemeente in het Hongaarse comitaat Szabolcs-Szatmár-Bereg. Rozsály telt 814 inwoners (2001).